# Перехвальский сельсовет
Перехвальский сельсовет — сельское поселение в Данковском районе Липецкой области Российской Федерации.
Административный центр — село Перехваль.

## История
Статус и границы сельского поселения установлены Законом Липецкой области от 23 сентября 2004 года № 126-ОЗ «Об установлении границ муниципальных образований Липецкой области»

## Население
| 2010 | 2012 | 2013 | 2014 | 2015 | 2016 | 2017 |
| ---- | ---- | ---- | ---- | ---- | ---- | ---- |
| 569  | ↘550 | ↘518 | ↘515 | ↘496 | ↗497 | ↘495 |
| 2018 | 2021 |      |      |      |      |      |
| ↘477 | ↗510 |      |      |      |      |      |

## Состав сельского поселения
| № | Населённый пункт      | Тип населённого пункта       | Население |
| - | --------------------- | ---------------------------- | --------- |
| 1 | Зашевские Выселки     | деревня                      | 5         |
| 2 | Красный Луч           | посёлок                      | 3         |
| 3 | Кутуково              | деревня                      | 1         |
| 4 | Павловка              | деревня                      | 10        |
| 5 | Перехваль             | село, административный центр | ↘453      |
| 6 | Перехвальские Выселки | деревня                      | 81        |
| 7 | Сутупово              | деревня                      | ↗16       |